# Mary Horner Lyell
Mary Horner Lyell (Londra, 9 ottobre 1808 – Londra, 24 aprile 1873) è stata una geologa britannica.
Aiutò suo marito, il famoso geologo britannico Charles Lyell, nel suo lavoro scientifico come interprete (per la sua padronanza delle lingue francese, tedesca, spagnola e svedese), scriba e assistente ricercatrice. Il suo lavoro indipendente più conosciuto è stato lo studio delle chiocciole di terra nel 1854 nelle isole Canarie.

## Biografia
Mary Elizabeth Horner era la maggiore di sei figlie di Leonard Horner, un professore di geologia e riformatore dell'istruzione scolastica che aveva insegnato in Inghilterra e Germania e che era stato presidente della Geological Society of London nel 1846 e nel 1860.
Leonard Horner desiderava che tutte le sue figlie fossero ben istruite e per questo motivo assunse dei tutori. Mary aveva un forte talento per l'apprendimento delle lingue straniere ed era poliglotta. Sapeva parlare e scrivere in francese, tedesco, olandese, spagnolo e svedese, il ché le divenne poi utile per comunicare con altri geologi e personaggi letterari.
L’istruzione di alto livello voluta dal padre permise a tutte le figlie di esprimere la propria creatività attraverso la scrittura di opere originali o attraverso traduzioni per articoli in tedesco e italiano. Una delle sorelle, Frances Joanna Bunbury, sposò Sir Charles James Fox Bunbury, botanico e geologo, mentre la sorella minore Katharine divenne botanica, e Mary divenne una concologa e geologa. Benché Mary Elizabeth Horner sia ricordata per i suoi studi, non vi sono tracce di sue pubblicazioni.
Nel 1832, all'età di 23 anni, Mary sposò Charles Lyell (1787-1875), che in precedenza aveva studiato geologia con il padre di lei. Insieme al marito condivise non solo l'amore per la geologia, ma anche l'amore per la letteratura e i legami di amicizia nel mondo letterario. La sorella di Mary, Katharine, sposò il fratello minore di Charles Lyell, Henry Lyell.
Mary Horner Lyell morì nel 1873 mentre risiedeva a Londra, appena due anni prima della morte del marito. Una breve malattia fu determinata come causa della sua morte improvvisa.

## I contributi scientifici
I coniugi Mary e Charles Lyell lavoravano insieme su progetti scientifici; lei lo accompagnava nelle ricerche sul campo e lo aiutava a realizzare disegni geologici, con l'attrezzatura e i campioni, a catalogare le loro collezioni, a imparare lo spagnolo e lo svedese oltre alle sue lingue parlate, il francese e il tedesco, per aiutarlo nelle comunicazioni, e a fare da scriba quando la vista del marito peggiorò negli anni successivi.
Charles faceva affidamento su di lei per reperire e catalogare campioni, scrivere articoli geologici e preparare lezioni.
Gli schizzi e i dipinti di Mary Horner Lyell riguardavano affioramenti, strutture geologiche e sezioni trasversali che lei e suo marito avevano trovato. Fu una delle principali collaboratrici del famoso libro di suo marito Principi di geologia.
Mary Horner Lyell lavorò in tutto il mondo, dalle Highlands della Scozia all'Inghilterra, sino all'Europa centrale (Valli del Reno e del Rodano), alla Svizzera, al Nord Italia, alla Danimarca, alla Svezia, alla Norvegia e in varie aree del Nord America, tra cui Mississippi, Ohio, Georgia, New England e Nuova Scozia, e infine Madeira.
È nota soprattutto per il suo lavoro scientifico del 1854, dove studiò la sua collezione di lumache di terra delle Isole Canarie. Collezionò e studiò conchiglie, specializzandosi in conchiglie di molluschi. Catalogò più di 36 scatole di conchiglie fossili riportate negli USA da lei e Charles nel 1842.
Discuteva liberamente di fenomeni geologici con altri scienziati famosi e le loro mogli, come Gideon Mantell, Thomas Henry Huxley e Louis Agassiz, la cui seconda moglie Elizabeth Cabot Agassiz era una naturalista.
Mary Horner Lyell era coinvolta nella "geologia politica". Nel 1873 la cattedra di geologia all'Università di Cambridge divenne vacante, così ricoprì il ruolo di responsabile della campagna per il candidato Thomas McKenney Hughes, che era un addetto presso il Sondaggio geognostico del British Geological Survey. McKenney vinse il bando e ricoprì la carica per 44 anni, ma purtroppo Mary Horner Lyell morì poco dopo. Il geologo Roderick Murchison annotò la sua presenza a riunioni speciali della London Geological Society, mostrando un vivo interesse e una conoscenza approfondita della geologia.

## Contesto storico
Le regole sociali del XIX secolo in cui visse Mary Horner Lyell, rappresentate dalla moralità vittoriana e dalla condizione della donna nell'era vittoriana, non fecero in modo che il suo lavoro ricevesse la stessa attenzione di quello di altri colleghi geologi del suo tempo. Per questo motivo una gran parte del lavoro da lei svolto non è accreditato con il suo nome. Questo problema emerge in una lettera scritta da Charles Lyell in riferimento alla matematica Mary Somerville: 
Gli storici ritengono che con questa lettera egli si riferisse probabilmente a sua moglie, Mary, che univa il suo lavoro al suo e quindi perdeva credito.

## Riconoscimenti
Le è stato dedicato il cratere Horner sulla superficie di Venere.